# 니우통 다 코스타
니우통 카르네이루 아폰수 다 코스타(포르투갈어: Newton Carneiro Affonso da Costa, 1929년 9월 16일~2024년 4월 16일)는 브라질의 수리논리학자, 수학자, 철학자이다. 쿠리치바의 파라나 연방대학교에서 공학과 수학을 공부하였고 1961년 박사학위를 받았다. 박사학위 논문의 제목은 〈위상 공간과 연속 함수〉였다.

## 주요 저작

### 논문
- <모순적 형식체계>(Sistemas Formais Inconsistentes, 1963)
- <모순적 형식체계 이론에 관하여>(On the theory of inconsistent formal systems, 1974)
- <야시코프스키의 산만논리학에 관하여>(On Jaśkowski's Discursive Logic, 1977)
- <변수구속항 연산자 이론에 관한 주석>(Notes on the theory of variable-binding term operators, 1983)
- <실용적 확률>(Pragmatic probability, 1986)
- <모순허용 의무논리학>(Paraconsistent deontic logics, 1988)
- <모순적 지식 기초의 설명을 위한 공식화로서의 모순허용 논리학>(Paraconsistent logic as a formalism for reasoning about inconsistent knowledge bases, 1989)
- <고전역학의 미결정성과 불완비성>(Undecidability and incompleteness in classical mechanics, 1991)
- <모순허용 논리학>(Paraconsistent logic, 1998)
- <잔데족의 논리학은 있는가?>(Is there a Zande Logic?, 1998)
- <모순허용 범주론의 개략>(Outline of a paraconsistent category theory, 2004)
- <'P = NP'에 대한 색다른 정의의 귀결>(Consequences of an exotic definition for P = NP, 2003)
- <미래를 계산하기>(Computing the future, 2005)
- <기술적 불가능 계산에 관한 고찰>(Some thoughts on hypercomputation, 2006)

### 저서
- 《귀납 및 확률적 논리학》(Lógica Indutiva e Probabilidade, 1993)
- 《고전 및 비고전 논리학》(Logique Classique et Non-Classique, 1997)
- 《과학적 지식》(O conhecimento científico, 1999)
- 《응용 모순허용 논리학》(Lógica Paraconsistente Applicada, 1999)
- 《과학과 부분적 진리 - 모형과 과학적 설명에 대한 통합적 접근》(Science and Partial Truth: A Unitary Approach to Models and Scientific Reasoning, 2003)